# سنترال (كارولاينا الشمالية)
سنترال (بالإنجليزية: Centerville, North Carolina)‏ هي بلدة أمريكية تقع في الولايات المتحدة في مقاطعة فرانكلن، كارولاينا الشمالية. يقدر عدد سكانها بـ 89 نسمة ومساحتها 0.7 كم2 وترتفع عن سطح البحر 103.63 متر.